# Adam Skupiński
Adam Alfons Skupiński (ur. 29 lipca 1923 w Makowie Podhalańskim, zm. 28 marca 2012 tamże) – polski leśniczy i działacz polityczny, senator II kadencji (1991–1993).

## Życiorys
Ukończył Liceum Ogólnokształcące w Makowie Podhalańskim. Przez 50 lat pracował w branży leśnej.
Przed II wojną światową należał do organizacji „Strzelec”, zaś po zakończeniu okupacji był prezesem Katolickiego Stowarzyszenia Młodzieży Męskiej w Makowie Podhalańskim. W 1980 organizował struktury NSZZ „Solidarność” w Zespole Składnic Lasów Państwowych, następnie był członkiem Komitetu Obywatelskiego Ziemi Makowskiej.
W wyborach w 1991 uzyskał mandat senatora II kadencji w województwie bielskim z ramienia Wyborczej Akcji Katolickiej. Zasiadał w Komisjach Ochrony Środowiska oraz Spraw Emigracji i Polaków za Granicą. W 1993 kandydował bez powodzenia do Sejmu z listy Katolickiego Komitetu Wyborczego „Ojczyzna”.